# Kraftwerk Bålforsen
Das Kraftwerk Bålforsen ist ein Wasserkraftwerk in der Gemeinde Lycksele, Provinz Västerbottens län, Schweden, das am Ume älv liegt. Es ging 1958 in Betrieb. Das Kraftwerk ist im Besitz von Uniper und wird auch von Uniper betrieben.

## Absperrbauwerk
Das Absperrbauwerk ist eine Pfeilerstaumauer mit einer Höhe von 30 m. Die Wehranlage mit den zwei Wehrfeldern befindet sich ungefähr in der Mitte der Staumauer; das Maschinenhaus liegt auf der rechten Seite.
Das Stauziel liegt zwischen 251,5 und 252,5 m über dem Meeresspiegel. Der Stausee erstreckt sich über eine Fläche von 5 km² und fasst 5 Mio. m³ Wasser.

## Kraftwerk
Das Kraftwerk ging 1958 in Betrieb. Es verfügt mit zwei Kaplan-Turbinen über eine installierte Leistung von 83 (bzw. 85,2 86 oder 88) MW. Die durchschnittliche Jahreserzeugung liegt bei 488 (bzw. 495 oder 515) Mio. kWh.
Die beiden Turbinen wurden von Kværner geliefert. Sie leisten jeweils 43 MW; ihre Nenndrehzahl liegt bei 150 Umdrehungen pro Minute. Die Fallhöhe beträgt 31 (bzw. 31,1) m. Der maximale Durchfluss liegt bei 300 (bzw. 310) m³/s; der minimale Durchfluss beträgt 40 m³/s.
Im Jahr 2010 beabsichtigte der damalige Eigentümer E.ON, das Kraftwerk um eine dritte Turbine zu erweitern; die Kosten für die geplante Erweiterung wurden mit 210 Mio. SEK angegeben.